# والریا کوریلسکایا
والریا کوریلسکایا (به انگلیسی: Valeria Kurylskaya) ژیمناست زادهٔ ۲۶ فوریهٔ ۱۹۸۸ میلادی اهل کشور بلاروس است.